# Enrico Carboni
Enrico Carboni (Cagliari, 10 luglio 1906 – Oristano, 16 novembre 1993) è stato un avvocato e politico italiano.

## Biografia
Proveniva da una nobile e antica famiglia cagliaritana  che aveva espresso alti magistrati e i cui membri avevano fatto parte dello Stamento Militare del Regno di Sardegna. Suo nonno, Michele, si arruolò volontario nel regio esercito e partecipò alle prime guerre di Indipendenza  col grado di maggiore  , divenendo successivamente uno dei più importanti imprenditori cagliaritani. 
Dopo la laurea in giurisprudenza a Pisa, esercitò l'avvocatura, fino a diventare cassazionista. Contemporaneamente divenne professore di Diritto marittimo all'università di Cagliari. Insegnò anche all'università di Asmara.

## Attività politica
Deputato all'Assemblea costituente, fu poi senatore per le prime quattro legislature, dove, fra gli altri incarichi, fece parte della commissione Affari esteri. Ha fatto parte dell'Assemblea parlamentare europea, di cui fu vicepresidente.
Fu sottosegretario alle Poste e Telecomunicazioni nell'VIII Governo De Gasperi.
Terminata l'attività politica e professionale si ritirò a Oristano ove si impegnò per la nascita della provincia di Oristano e continuò a curare la sua azienda agricola di Gonnostramatza.